# Les Vignes
Pour les articles homonymes, voir Vignes.
Les Vignes est une ancienne commune française située dans le département de la Lozère en région Occitanie. La localité se trouve dans la partie centrale du site naturel classé des gorges du Tarn. Elle a intégré au 1er janvier 2017 la commune nouvelle de Massegros-Causses-Gorges.

## Géographie

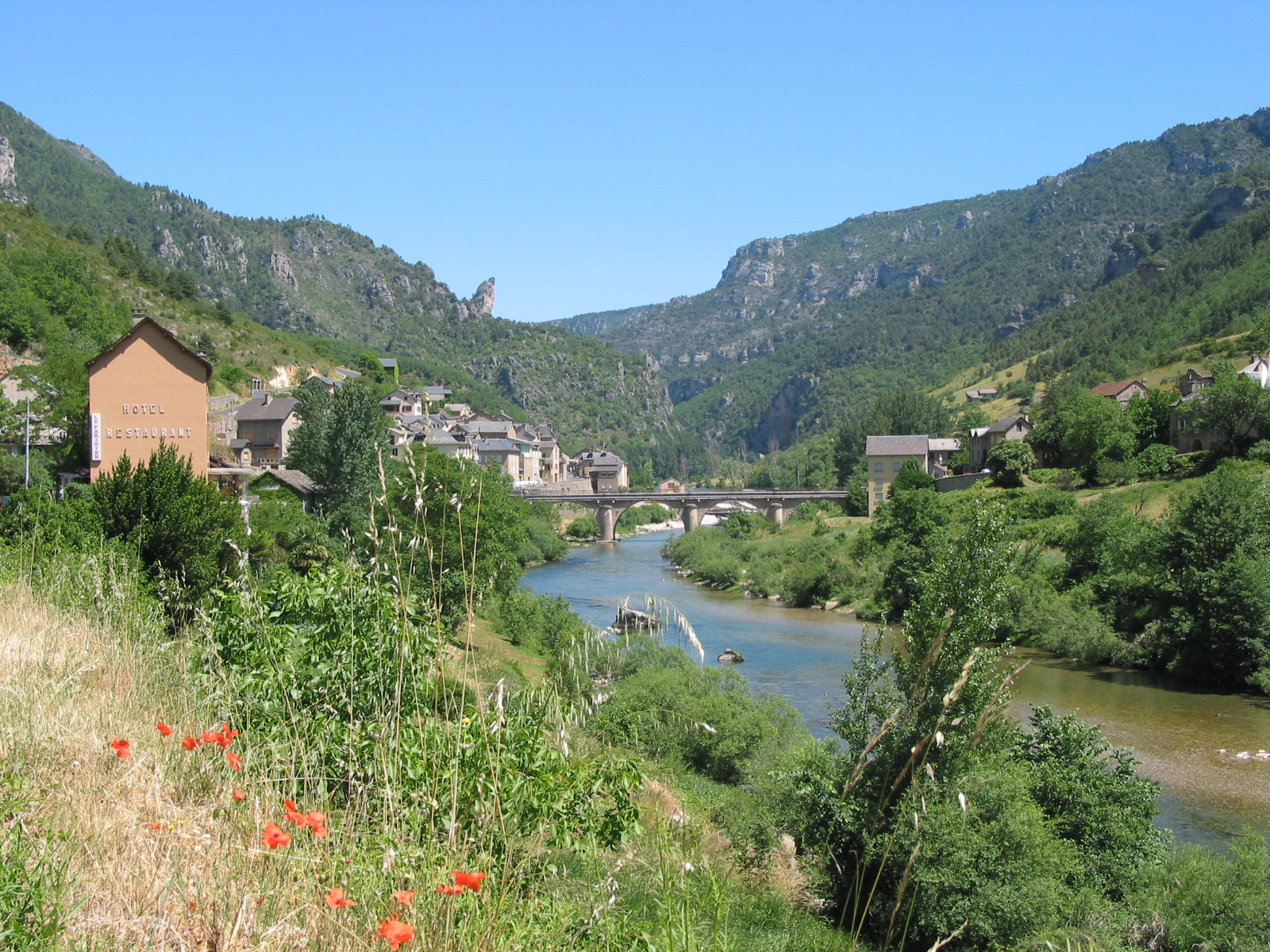
Le village et son pont sur le Tarn.

Le village est construit au bord du Tarn, sur les flancs du plateau calcaire du causse de Sauveterre, face au causse Méjean, à environ 400 m d'altitude.
Pour y accéder, on peut emprunter d'abord l'autoroute A75. Le village se trouve par ailleurs sur un tronçon commun du sentier de grande randonnée GR 6 et du d'une variante du chemin de Saint-Guilhem.

### Communes limitrophes
|                                                | Saint-Georges-de-Lévéjac (Massegros-Causses-Gorges) | La Malène       |
| Saint-Rome-de-Dolan (Massegros-Causses-Gorges) | des Vignes                                          | Hures-la-Parade |
|                                                | Saint-Pierre-des-Tripiers                           |                 |

Le département de l'Aveyron est à 200 mètres au sud-ouest du territoire communal (commune de Mostuéjouls).

## Toponymie
Les Vignes, du latin vinea (vignoble).

## Histoire
La commune s'appelait Saint-Préjet-du-Tarn avant que le chef-lieu du bourg soit transféré en 1914 vers le hameau des Vignes.
Le 31 décembre 2016, Les Vignes quitte la communauté de communes du Causse du Massegros.

## Politique et administration
| Période   | Période   | Identité           | Étiquette | Qualité |
| --------- | --------- | ------------------ | --------- | ------- |
| 1908      | 1920      | Jules Costecalde   |           |         |
| 1947      | 1959      | Clément Costecalde |           |         |
| 1959      | 1977      | Pierre Bouscary    |           |         |
| 1977      | 1995      | Léonce Costecalde  |           |         |
| juin 1995 | mars 2008 | Guy Benoit         |           |         |
| mars 2014 | 2017      | Jean-Luc Poujol    |           |         |

## Démographie
L'évolution du nombre d'habitants est connue à travers les recensements de la population effectués dans la commune depuis 1793. À partir du 1er janvier 2009, les populations légales des communes sont publiées annuellement dans le cadre d'un recensement qui repose désormais sur une collecte d'information annuelle, concernant successivement tous les territoires communaux au cours d'une période de cinq ans. 
Pour les communes de moins de 10 000 habitants, une enquête de recensement portant sur toute la population est réalisée tous les cinq ans, les populations légales des années intermédiaires étant quant à elles estimées par interpolation ou extrapolation. Pour la commune, le premier recensement exhaustif entrant dans le cadre du nouveau dispositif a été réalisé en 2005,.
En 2014, la commune comptait 102 habitants, en évolution de −0,97 % par rapport à 2009 (Lozère : −1,04 %, France hors Mayotte : +2,49 %).
| 1793 | 1800 | 1806 | 1821 | 1831 | 1836 | 1841 | 1846 | 1851 |
| ---- | ---- | ---- | ---- | ---- | ---- | ---- | ---- | ---- |
| 385  | 427  | 360  | 365  | 394  | 391  | 384  | 367  | 381  |

| 1856 | 1861 | 1866 | 1872 | 1876 | 1881 | 1886 | 1891 | 1896 |
| ---- | ---- | ---- | ---- | ---- | ---- | ---- | ---- | ---- |
| 360  | 361  | 350  | 335  | 324  | 325  | 327  | 331  | 324  |

| 1901 | 1906 | 1911 | 1921 | 1926 | 1931 | 1936 | 1946 | 1954 |
| ---- | ---- | ---- | ---- | ---- | ---- | ---- | ---- | ---- |
| 336  | 310  | 314  | 295  | 246  | 220  | 219  | 177  | 164  |

| 1962 | 1968 | 1975 | 1982 | 1990 | 1999 | 2005 | 2010 | 2014 |
| ---- | ---- | ---- | ---- | ---- | ---- | ---- | ---- | ---- |
| 177  | 167  | 113  | 107  | 103  | 118  | 99   | 107  | 102  |

## Culture locale et patrimoine

### Lieux et monuments
- Les ruines du Château des Vignes

### Héraldique
| Les Vignes | Devise : "IN VINO AMICITIA" - Dans le vin la convivialité. Ecu chaussé : D'azur au cep de vigne arraché d'or, feuillé et fruité de quatre grappes de raisin du même, aux trois ondes aussi d'or en pointe. Chaussé de gueules à une tour crénelée d'or, maçonnée de sable, ouverte, du champ à destre et à senestre. Conçues par M. Michel Thuault, et officialisées le 17 juin 2008 par la Préfecture de la Lozère |